# Manzanares el Real
Manzanares el Real er en by og kommune i det centrale Spanien i Madrid-regionen. Den har et indbyggertal på 9.550 (2024) indbyggere.